# Alexandra Longová
Alexandra Longová (ur. 7 lutego 1994 w Bratysławie) – słowacka łuczniczka, uczestniczka igrzysk olimpijskich w Rio de Janeiro.

## Igrzyska olimpijskie
Wzięła udział w turnieju indywidualnym w łucznictwie podczas igrzysk w 2016 roku. W rundzie rankingowej uzyskała 640 punktów (22. miejsce. w tabeli rankingowej). W 1/32 rywalizacji pokonała reprezentantkę Indii Laxmirani Majhi 7-1, zaś w 1/16 przegrała z Chinką Qi Yuhong. Tym samym odpadła z dalszej rywalizacji.